# Венанго (Пенсільванія)
Венанго (англ. Venango) — місто (англ. borough) в США, в окрузі Кроуфорд штату Пенсільванія. Населення — 212 особи (2020).

## Географія
Венанго розташоване за координатами 41°46′22″ пн. ш. 80°6′43″ зх. д. / 41.77278° пн. ш. 80.11194° зх. д. (41.772701, -80.112060).  За даними Бюро перепису населення США в 2010 році місто мало площу 0,71 км², уся площа — суходіл.

## Демографія
Згідно з переписом 2010 року, у селищі мешкало 239 осіб у 97 домогосподарствах у складі 70 родин. Густота населення становила 336 осіб/км².  Було 107 помешкань (150/км²).
Расовий склад населення:
| - 98,3 % — білих - 0,4 % — чорних або афроамериканців |

До двох чи більше рас належало 1,3 %. Частка іспаномовних становила 0,0 % від усіх жителів.
За віковим діапазоном населення розподілялося таким чином: 17,6 % — особи молодші 18 років, 64,4 % — особи у віці 18—64 років, 18,0 % — особи у віці 65 років та старші. Медіана віку мешканця становила 45,8 року. На 100 осіб жіночої статі у селищі припадало 97,5 чоловіків;  на 100 жінок у віці від 18 років та старших — 103,1 чоловіків також старших 18 років.
Середній дохід на одне домашнє господарство  становив 50 643 долари США (медіана — 45 750), а середній дохід на одну сім'ю — 53 719 доларів (медіана — 46 500). Медіана доходів становила 32 250 доларів для чоловіків та 31 250 доларів для жінок. За межею бідності перебувало 10,9 % осіб, у тому числі 12,7 % дітей у віці до 18 років та 0,0 % осіб у віці 65 років та старших.
Цивільне працевлаштоване населення становило 131 особа. Основні галузі зайнятості: освіта, охорона здоров'я та соціальна допомога — 18,3 %, виробництво — 17,6 %, роздрібна торгівля — 13,7 %, мистецтво, розваги та відпочинок — 9,9 %.